# بيسانا إين بريانزا
بيسانا في بريانزا هي بلدية في مقاطعة مونزا وبريانزا، لومبارديا، شمال إيطاليا. حصلت على لقب مدينة فخريًا بموجب مرسوم رئاسي صدر في 16 فبراير 1971.

## وصلات خارجية
- الموقع الرسمي